# Republika Srbska
Republika Srbska, neuradno Srbska, je ena od dveh entitet v Bosni in Hercegovini, poleg Federacije Bosne in Hercegovine. Zavzema  49 % površine države, povečini njen severni in vzhodni del. Največje mesto je Banjaluka, ki je sedež večine institucij Republike Srbske kot tudi njeno politično, upravno, gospodarsko in visokošolsko središče. Srbska ima državno mejo z Republiko Srbijo, Črno goro in Republiko Hrvaško ter medentitetno mejo s Federacijo Bosne in Hercegovine.
Ustanovljena je bila 9. januarja 1992 kot republika srbskega naroda Bosne in Hercegovine, z odločbo Skupščine srbskega naroda v Bosni in Hercegovini.
Več ustanoviteljev in nekdanjih voditeljev je bilo obsojenih na Mednarodnem sodišču v Haagu za vojne zločine. Radovan Karadžić, vodja Srbske demokratske stranke v devetdesetih je bil obsojen na dosmrtno ječo zaradi genocida nad Bošnjaki v Srebrenici.
 Sledeč splošnim okvirom sporazuma za mir v Bosni in Hercegovini iz leta 1995 je postala mednarodno priznan pravni subjekt Bosne in Hercegovine.
Po podatkih popisa prebivalstva iz leta 2013 je v Republiki Srbski živelo 1.170.342 oseb. Iz rezultatov popisa 2013 je razvidno, da je v Republiki Srbski 408.825 hiš in 584.261 stanovanj.
Republika Srbska je članica Združenja evropskih pokrajin, ki podpira pokrajine v evropskih širitvah in procesu globalizacije. Republika Srbska ima sedem predstavništev v tujini, in sicer v Avstriji, Belgiji, Izraelu, Nemčiji, Rusiji, Združenih državah Amerike in Srbiji.

## Zgodovina
Republika Srbska je uradno nastala 9. januarja 1992, ko so srbski poslanci, ki so se umaknili iz Skupščine R BiH, izglasovali nastanek Republike srbskega naroda v BiH, ki naj bi bila del Zvezne republike Jugoslavije ( de facto Srbije).
Razlog za umik srbskih poslancev je bil akt o neodvisnosti Bosne in Hercegovine, ki so ga izglasovali Bošnjaški in Hrvaški poslanci, na podlagi katerega je bil izveden mednarodno priznan referendum o neodvisnosti BiH 29.2. in 1.3. 1992, na katerem so, ob več kot 60 % udeležbi z 99,7% glasov za, državljani izglasovali neodvisnost BiH od Jugoslavije. V občinah s srbsko večino je Srbska demokratska stranka fizično, s paravojaškimi enotami, preprečila izvedbo glasovanja.
Srbske oblasti so na področjih t.i. Srbske republike BiH izvedli referendum, ki pa ga je uradno Sarajevo označilo za neustavnega. Zaradi nepreglednim podatkov in neprisotnosti katerih koli opazovalcev srbski referendum ni užival legitimnosti.
Srbske paravojaške enote so začele z obkoljevanjem Sarajeva in zavzemanjem drugih mest v BiH. Začelo se je tudi etnično čiščenje (Prijedor, Bijeljina...), leta 1995 pa je Vojska Republike Srbske izvršila najhujši zločin po drugi svetovni vojni- genocid v Srebrenici, kjer je življenje izgubilo več kot 8.000 Bošnjakov. 
Po vojni se je sestava prebivalstva v Srbski močno spremenila. Prej etnično barvita Bosna in Hercegovina, je sedaj postala močno nacionalno razdeljena. Na področju Republike srbske danes živi 83% Srbov, 12% Bošnjakov in le 2% Hrvatov. Veliko Bošnjakov in Hrvatov se je balo vrniti v svoje rodne kraje, zato so si domove ustvarili v Federaciji BiH, ali pa se v Bosno sploh niso vračali.
Današnja Republika Srbska je nastala z Daytonskim mirovnim sporazumom, kot entiteta v okviru Bosne in Hercegovine.

## Demografija
| Etnične skupine | Popis 1991 | Popis 1991 | Popis 2013 | Popis 2013 |
| Etnične skupine | Število    | %          | Število    | %          |
| --------------- | ---------- | ---------- | ---------- | ---------- |
| Srbi            | 872.610    | 55,5%      | 1.001.299  | 81,5%      |
| Bošnjaki        | 441.077    | 28,0%      | 171.839    | 14,0%      |
| Hrvati          | 144.129    | 9,2%       | 29.645     | 2,4%       |
| Ostali          | 114.799    | 7,3%       | 25.640     | 2,1%       |
| Skupno          | 1.572.615  | 100%       | 1.228.423  | 100%       |

## Etimologija
Ime Republike Srbske etimološko izhaja iz imena naroda Srbov.